# ماسايوكي كوجيما
ماسايوكي كوجيما (باليابانية: 小島 正幸) مخرج أنمي ياباني، ولد يوم 11 آذار 1961 في ياماناشي، اليابان.

## أعماله كمخرج

### أفلام
| السنة | الفيلم                               |
| ----- | ------------------------------------ |
| 1998  | DNA Sights 999.9                     |
| 2000  | Leave it to Kero! Theatrical Version |
| 2007  | Piano no Mori                        |
| 2011  | The Tibetan Dog                      |

### مسلسلات
| السنة     | المسلسل                            |
| --------- | ---------------------------------- |
| 1995–1998 | Azuki-chan                         |
| 1998–1999 | Master Keaton                      |
| 2002      | Magical Shopping Arcade Abenobashi |
| 2002      | Hanada Shōnen Shi                  |
| 2004–2005 | مونستر                             |
| 2006      | A Spirit of the Sun                |
| 2011-2012 | Busou Shinki: Moon Angel           |
| 2014      | Black Bullet                       |
| 2017      | صنع في الهاوية                     |

## روابط خارجية
- ماسايوكي كوجيما على موقع IMDb (الإنجليزية)
- ماسايوكي كوجيما على موقع ألو سيني (الفرنسية)
- ماسايوكي كوجيما على موقع أول موفي (الإنجليزية)
- ماسايوكي كوجيما على موقع قاعدة بيانات الفيلم (الإنجليزية)
- ماسايوكي كوجيما على موقع كينوبويسك (الروسية)
- ماسايوكي كوجيما على موقع ANN person (الإنجليزية)